# Усоногие
Усоно́гие (лат. Cirripedia) — группа членистоногих подтипа ракообразные, в которой известно 1220 видов, в том числе балянусы (морские жёлуди).

## Описание
Характеризуются в первую очередь тонкими, похожими на усики, конечностями. Характерным признаком их является известковая раковина высотой до 40 см, в которую заключено тело животных во взрослом состоянии. Их личинка имеет три пары конечностей, органы зрения отсутствуют. Сначала она ведёт свободный образ жизни, но потом прикрепляется к одному месту (например, скалам), и у неё образуется раковина.
Усоногие в большинстве случаев гермафродиты, но у некоторых видов (включая надотряды корнеголовых и Акроторациковых) существует разделение полов, при этом самцы карликовые и ведут на самках паразитический образ жизни (у корнеголовых вообще отмирая, оставив производящие сперму клетки).

## Образ жизни
Все усоногие живут в море и распространены по всей Земле, так как часто прикрепляются к кораблям или быстро плавающим животным. Являются настоящим «бичом» морской сейсморазведки, особенно в тропических морях. Прикрепляются к сейсмическим косам и навесному оборудованию, нарушают балансировку, создают шумы. Будучи абсолютно морскими животными, усоногие раки могут подолгу оставаться вне воды, плотно закрывая свою раковину. Поэтому некоторых усоногих можно встретить прикреплёнными на таких местах у берега, куда вода попадает редко.
Питаются усоногие инфузориями, радиоляриями и самыми мелкими личинками.
Надотряд корнеголовых является паразитическим. Во взрослом состоянии его представители паразитируют в тканях высших ракообразных, оставляя снаружи только мешок с оплодотворёнными яйцами. На родство с другими усоногими и членистоногими вообще указывает только личинка — науплиус.